# HD 121504 b
HD 121504 b는 센타우루스자리 방향으로 약 147광년 떨어져 있는 외계 행성이다. 이 행성의 어머니 항성 HD 121504는 분광형이 태양과 똑같은 G2이며, 밝기는 약간 더 높은 수준이다. b의 최소 질량은 목성보다 22 퍼센트 더 무겁다. 발견에는 도플러 분광법이 사용되었는데, 이 방법으로는 해당 천체의 최소 질량만을 알 수 있다. 따라서 궤도 경사각이 어느 정도 되느냐에 따라 실제 질량은 훨씬 더 무거울 수 있다.
HD 121504 b와 항성 사이 간격은 지구와 태양 거리의 약 1/3 수준이다. 궤도는 약간 찌그러져 있다.

## 참고 문헌
- (영어) Mayor;  외. (2004). “The CORALIE survey for southern extra-solar planets XII. Orbital solutions for 16 extra-solar planets discovered with CORALIE”. 《Astronomy and Astrophysics》 415: 391–402. doi:10.1051/0004-6361:20034250. 2006년 2월 23일에 원본 문서 (요약)에서 보존된 문서. 2012년 8월 1일에 확인함. (웹 인쇄본)